# Videodrone (album)
Videodrone è il primo e unico album della band alternative metal statunitense Videodrone.

## Tracce
1. Ty Jonathan Down (con Jonathan Davis dei Korn)
2. Closer to Coma
3. Alone with 20 Bucks
4. The Devil's Sweepstakes
5. Faceplant
6. Human Piñata
7. Pig in a Blanket
8. L.S.D. (Lucifer's Stained Dress)
9. Ant In The Dope
10. Power Tools For Girls
11. Jesus (Lord of the Apes) (cover dei L.A.P.D.)
12. C.O.B.

## Formazione
- Ty Elam - voce
- David File - chitarra
- Mavis - basso
- Rohan - tastiere
- Kris Kohls - batteria